# Gehyra purpurascens
Gehyra purpurascens là một loài thằn lằn trong họ Gekkonidae. Loài này được Storr mô tả khoa học đầu tiên năm 1982.